# Региональные выборы в Саудовской Аравии (2015)
Выборы в Саудовской Аравии состоялись 12 декабря 2015 года. Это были муниципальные выборы в городские советы, которые имеют ограниченные полномочия по принятию решений по вопросам местного значения, таких как сбор мусора и уличное техническое обслуживание. На двух предыдущих выборах, в 2005 и 2011 годах, избирались депутаты только на половину мест в советах, и те выборы были открыты только для мужчин, — как избирателей, так и кандидатов. В 2015 избирались депутаты две трети мест, в 284 муниципальных советов, причем как избранию и голосованию впервые были допущены женщины. Таким образом, эти выборы стали, по оценке многих наблюдателей, историческими для Саудовской Аравии

## Подготовка
Регистрация избирателей началась 16 августа 2015 в Медине и Мекке, в других местах 22 августа или ещё позднее, в течение 21-дневного периода.
На 16 августа две женщины-избирательницы были зарегистрированы в Медине и Мекке. Правозащитница Хатун Аль-Фасси в рамках кампании «Балади», заявила, что намеревается организовать тренинги для просвещения избирателей, но эта инициатива была заблокирована Министерством по делам муниципалитетов и сельской местности.
Примерно 131 000 женщин и около 1,35 миллиона мужчин, были в итоге зарегистрированы в качестве избирателей.

## Кандидаты

### Мужчины
5938 мужчин зарегистрированы в качестве кандидатов.

### Женщины
978 женщин были зарегистрированы в качестве кандидаток; однако, многие из них были отстранены от регистрации со стороны властей. Причины отстранения не объявлялись, однако, наблюдатели отмечали, что многие из них были сторонницами расширения прав женщин в Королевстве. Хаифа Аль-Хабаби, 36 лет по состоянию на август 2015 года, была одной из кандидаток. Она заявила: «Меняйте систему. Изменение — это жизнь. Правительство дало нам этот инструмент и я намерена использовать его.» Две кандидатки были дисквалифицированы: одна из них задерживалась на два месяца за вождение автомобиля из Объединенных Арабских Эмиратов в Саудовскую Аравию в декабре 2015 года; вторая — шиитская правозащитница из города Эль-Катиф, также была дисквалифицирована.
Поскольку женщинам в Саудовской Аравии запрещено обращаться в адрес мужчин, не являющихся их родственниками, кандидатки могли агитировать только непосредственно среди избирательниц. В мужской аудитории они должны были говорить из-за перегородки, или их программу озвучивал мужчина. Многие женщины также заявили, что не могут позволить себе высокие затраты на предвыборную кампанию.

## Результаты
Явка на выборы составила 25 процентов.
Согласно результатам, опубликованным Associated Press, 20 кандидаток были избраны в примерно 2100 муниципальных советах. Сальма бинт Хизаб аль-Отейби стала первой избранной женщиной-политиком в Саудовской Аравии в результате выборов, в которых она выиграла одно из мест в совете города Мадрака, расположенного на западе страны неподалеку от Мекки.